# Journal of Fluency Disorders
Journal of Fluency Disorders is een internationaal, aan collegiale toetsing onderworpen wetenschappelijk tijdschrift op het gebied van de audiologie. De naam wordt in literatuurverwijzingen meestal afgekort tot J. Fluency Disord. Het wordt uitgegeven door Elsevier namens de Research Foundation for Communication Disorders en verschijnt 4 keer per jaar.